# Cala del Pino (Cartagena)
La Cala del Pino es una playa localizada en La Manga del Mar Menor, dentro del municipio español de Cartagena (Región de Murcia), y bañada por las aguas del Mar Menor.
Es una playa urbana dotada de servicios que se extiende entre el Camino Noray y el Camino Sextante, y que dispone de las calificaciones de Q de Calidad Turística y la Bandera Azul desde 2008.

## Yacimiento arqueológico
En 1987, una excavación arqueológica de urgencia verificó la presencia de un asentamiento sobre el cerro de Calnegre, el promontorio que domina la cala. Los restos cerámicos y otros materiales recogidos permitieron datar el yacimiento entre los siglos XIII y XI a. C. (Bronce tardío-final), que consistía en un poblado dotado de murallas de piedra y un bastión. En 2011, la Dirección General de Bellas Artes y Bienes Culturales adoptó una resolución dotándolo de protección jurídica, publicada en el Boletín Oficial de la Región de Murcia.